# Leopold ze Šternberka
Leopold Mořic hrabě ze Šternberka (22. prosince 1811 Pohořelice – 21. září 1899 Rájec nad Svitavou) byl rakousko-uherský generál z českého šlechtického rodu Šternberků. Vlastnil rozsáhlé statky v Čechách a na Moravě, pro rozlišení od svého stejnojmenného otce a syna se někdy uvádí jako Leopold II. ze Šternberka.

## Kariéra
Narodil se jako osmý potomek hraběte Leopolda I. ze Šternberka (1776–1858) a jeho manželky Marie Karolíny hraběnky z Walseggu (1781–1857). Z jeho sourozenců čtyři zemřeli v dětství či mladém věku, dospělosti se dožili bratři Jaroslav (1809–1874) a Zdeněk (1813–1900).
Do rakouské armády vstoupil jako kadet v roce 1828 a vzhledem ke šlechtickému původu jeho kariéra a postavení rychle postupovalo. Vyznamenal se v revolučních bojích v letech 1848-1849 v Uhrách, načež byl povýšen na plukovníka (1849) a generálmajora (1850). Později vynikl osobní statečnosti za rakousko-italské války v roce 1859, tehdy již v hodnosti c.k. polního podmaršála (1858). V roce 1861 byl penzionován a již mimo aktivní službu později dosáhl ještě hodnosti c.k. generála jízdy (1872).
Mimo službu v armádě dosáhl také čestných dvorských hodností c. k. komořího (1859) a tajného rady (1872), po starším bratrovi zdědil v roce 1874[zdroj?] dědičné členství v rakouské panské sněmovně. Za zásluhy obdržel v Rakousku i ze zahraničí několik vojenských řádů (Řád Marie Terezie, ruský Řád sv. Stanislava nebo pruský Řád černé orlice). V roce 1891 obdržel Řád zlatého rouna.

## Majetkové poměry

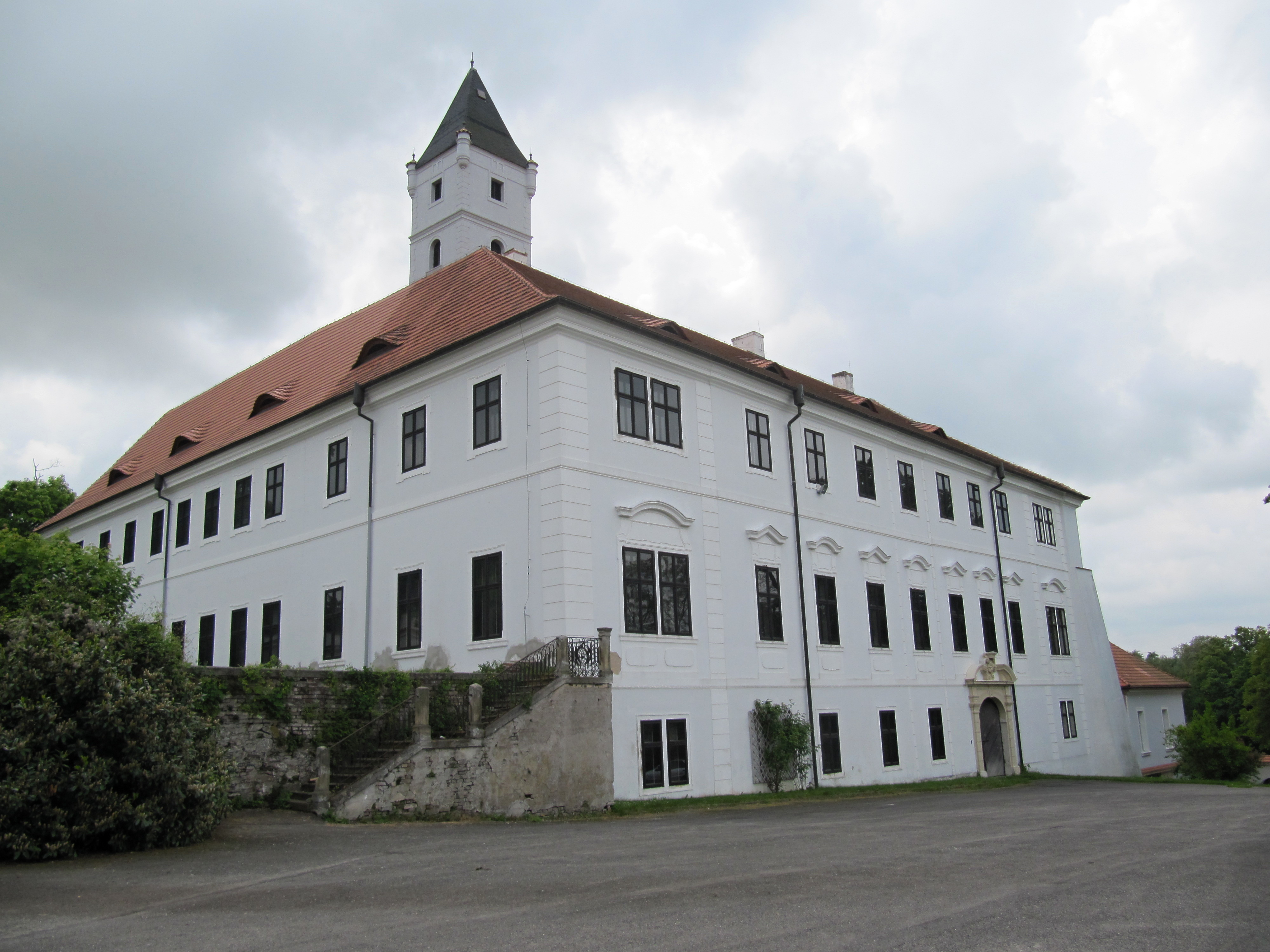
Součástí majorátu byly Zásmuky

Po otci zdědil v roce 1858 na Moravě panství Pohořelice-Malenovice nedaleko Zlína a na zámku v Pohořelicích také trvale žil. Po starším bratru Jaroslavovi převzal v roce 1874 české velkostatky Častolovice, Zásmuky a Žirovnice. V roce 1885 koupil Polici u Jemnice, kterou vzápětí vyměnil za Červený Hrádek u Kolína, připojený následně k Zásmukám. Celková rozloha jeho statků se pohybovala kolem 12 000 hektarů půdy. I když měl v Čechách k dispozici několik sídel a také Šternberský palác na Malostranském náměstí, nadále pobýval na zámku v Pohořelicích na Moravě. Centrální správa jeho statků byla na hradě v Malenovicích. V Malenovicích také založil klášter sv. Kříže a ve své závěti odkázal 30 000 zlatých na zřízení školy.

## Rodina

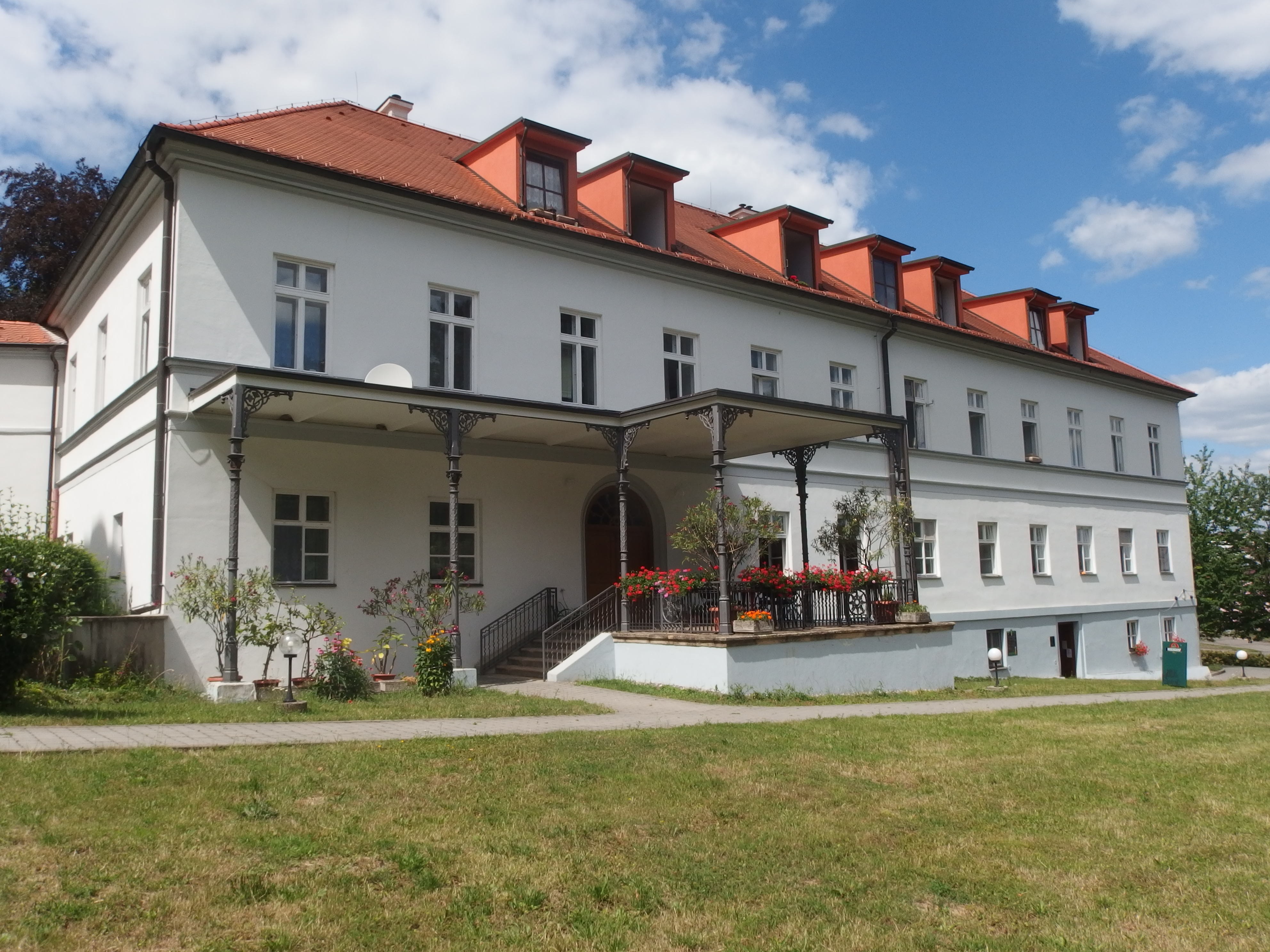
Zámek Pohořelice kde se narodily všechny děti

Oženil se až po ukončení aktivní vojenské služby, kdy se 4. srpna 1863 ve Vídni jeho manželkou stala princezna Luisa Hohenlohe (21. 8. 1840 Haltenbergstetten – 16. 1. 1873 Pohořelice), s níž se seznámil několik let předtím na svatbě své neteře Rosy. Z jejich manželství pocházelo pět dětí (všechny se narodily v Pohořelicích). Nejstarší syn Jaroslav (1864–1891) zemřel předčasně, dědicem majetku se stal druhorozený syn Leopold III. (1865–1937), nejmladší syn Václav Vojtěch (1868–1930) proslul mimo jiné jako cestovatel.
Leopold II. ze Šternberka zemřel na zámku v Rájci nad Svitavou u své mladší dcery Eleonory (1873–1946), provdané do rodu Salmů.